# Eugen Lüthy
Eugen Lüthy (* 15. Juli 1927 in Mellingen; † 17. Dezember 1990 in Bern, heimatberechtigt in Holziken) war ein Schweizer Berufsoffizier (Korpskommandant).

## Leben
Eugen Lüthy besuchte von 1943 bis 1947 das Lehrerseminar in Solothurn und arbeitete anschliessend von 1947 bis 1951 als Lehrer. Von 1949 bis 1951 war er als Gemeindeschreiber in Gossliwil tätig, ehe er von 1951 bis 1953 Sprachaufenthalte in England und Frankreich absolvierte.
Er war ab 1955 als Instruktionsoffizier bei der Schweizer Armee tätig und wurde im Jahre 1962 in den Generalstab befördert. In den Jahren 1971 bis 1972 war er bei der Infanterieschule in Fort Benning. Von 1973 bis 1977 war er Sektionschef Planung und wurde dann 1978 zum Divisionär ernannt. Fortan war er von 1978 bis 1980 Unterstabschef Planung und führte von 1981 bis 1985 das Feldarmeekorps 2 im Range eines Korpskommandanten.
Während vier Jahren, von 1986 bis Ende 1989, war er Generalstabschef. Unter seiner Führung wurde die Armee weiter modernisiert und konnte ihr Verteidigungspotenzial steigern. Dies gelang durch die Schaffung von Alarmformationen zum Schutz der Flughäfen, durch den Kauf von Flugzeugen, sowie die Einführung der Panzerjäger 90.